# 사카이 노리코
사카이 노리코(酒井 法子, 1971년 2월 14일 ~ )는 일본의 원조 아이돌 가수이자 여배우다. 후쿠오카현 후쿠오카시에서 태어났다. '선 뮤직 프로덕션'소속으로 호리코시 고교 졸업생이다.

## 약력
후쿠오카시에서 태어나 집안 사정으로 초등학교 시절 6년간을 사이타마현 사야마시에서 지냈다. 6학년 3학기에 귀향하여 후쿠오카시립 다이묘(大名) 초등학교를 졸업했다. 후쿠오카 시립 마이즈루(舞鶴 Maizuru) 중학교에서 소프트볼부 소속으로 3학년 때인 1985년에 현 대회 준우승의 성과도 갖고 있다.
등장은 1985년 10월 26일 '86 미스 헤어코롱 이미지 걸 컨테스트'에서 BOMB!상을 수상했으나, 원래 이 상은 이 콘테스트에서 존재하지 않는 상으로 컨테스트 주최측에서 연예인으로 스카웃되는 바람에 BOMB!상이 급히 신설되어 대회가 끝난 후인 11월 22에 수여되었다.
데뷔는 1986년 드라마 봄바람이 제일!(春風一番!)이며, 동시에 잡지 Momoco의 모모코 클럽(モモコクラブ)란 팀의 일원으로 참가한다. 이때 주어진 모모코(복숭아 아가씨) 번호는 1482번. 그 후 4월 29일에 실시된 86 MOMOCO PARTY에서 실시된 제2회 미스 모모코 클럽 오디션에서 미스 VHD상을 수상, 이 계기로 VHD 이미지 걸로 활약, 11월 21일 VHD YUPPIE로 데뷔 한다. 이 VHD의 삽입곡인 부탁해요 달링(お願いダーリン)이 비공식적인 가수로서 음반 취입 데뷔로 보는 견해도 있지만, 정식적인 음반을 취입한 데뷔는 1987년에서야 이루어진다.
음반 데뷔와 동시에 젊은이 중심에서 인기를 얻어, 그 해 일본 가요 대상에서 어울리지 않는 청춘(ノ.レ.ナ.イ Teen-age) 로 최우수 방송 음악 신인상을 수상한다.
그녀의 별명은 노리삐(のりピー). 데뷔 당시 노리삐언어(のりピー語)라 불리는 말투를 사용했는데, 이것이 대단히 유행하였다. 차후 성장 후에 본인 스스로 출연한 TV 프로그램에서 한 말에 따르면, 노리삐언어는 사무실에서 무리하게 시킨 것으로 본인은 싫어했다 라고 이야기 하였다.
아이돌 시대의 활약은 다방면으로 이루어졌다. 연예인 활동 이외에도 일러스트레이터 및 만화가 (펜네임은 일본어 히라가나로 된 본인 이름인 さかいのりこ)로도 활동하여 당시 소녀 만화 잡지 주간 소녀 코믹에서 연재하기도 하였다. 중학생 시절에 만들었다고하는 그녀의 캐릭터 노리삐짱(のりピーちゃん)은 일본 자동차 공업회의 교통 안전 포스터 등에서 사용되었다. 또한 그 캐릭터 상품도 자신의 상점인 NORI-P HOUSE(후지산 1호점)에서 판매되었고, 인기를 얻어 당싱의 연예인 상점 붐의 일익을 담당하였다.
1989년 9월 9일 TBS계 인기 프로그램 퀴즈 더비(クイズダービー)에 초대 손님으로 출연, 당시 2번째 출연으로 6승 2패로 대건투했다. (나이는 18세). 특히 마지막 문제 정답 제시에서 지명되어 10만점 이상을 획득하였다.
1990년대 이후, 대한민국을 제외한 동아시아 (중화인민공화국, 홍콩, 타이완)에서 일본에서 활동과 비교해도 대단할 정도로의 인기를 얻어 중국어로 노래도 몇몇 발표하였다. 1992년 5월 10일과 11일 양일 동안에 실시된 자신의 첫 해외 콘서트를 타이베이 시립 종합 경기장(台北市立総合体育場)에서 진행했으며, 이는 일본인 최초로는 타이완에서 실시한 최초의 개인 콘서트가 되었다.
그 무렵부터 여배우로 본격 활동을 실시하였는데, 최대 시청율을 갱신한 한 지붕 아래(ひとつ屋根の下)와 별의 금화(星の金貨), 속, 별의 금화에 출연, TV 드라마가 대히트를 기록하는 한편 별의 금화의 주제곡인 푸른 토끼(碧いうさぎ)가 밀리언 셀러를 기록하여, 데뷔 9년차인 1995년에 26회 NHK 홍백 가합전(紅白歌合戦)을 처음으로 출연하게 되었다. 이때 별의 금화 드라마에서 역할을 맡은 농아 쿠라모토 아야(倉本彩) 이미지로 출연하게 되어, 홍백 가합전 처음으로 수화를 곁들여 노래했다. 아이돌 시대부터의 팬으로부터는 속, 별의 금화의 주제가인 거울 드레스(鏡のドレス)와 함께 "예전보다 안정된 모습이다"라는 평을 받았다.
1990년 중반 이후, 취미로 해상 스포츠를 즐기게 되어, 동료인 쿠도 시즈카(工藤静香)와 함께 서퍼(보디보드)로 알려지게 되었다. 1998년 속도 위반 결혼으로 알려지게 된 남편 타카소 유이치(高相祐一)도 프로 서퍼이다. 단, 그는 일본 프로 서핑 연맹, JPSA의 공인된 프로 서퍼로는 일체 엔트리에 등록되어 있지 않다. 또한, 세계 프로 서핑 연맹 일본 지국 ASP Japan의 랭킹 순위에도 그의 이름을 찾을 수 없다. 따라서 현재, 남편의 프로로서의 상금 취득 활동은 전무하다. 아마 미공인 레슨 지도의 프로로서의 활동만이라고 생각되며, 그 와중에 친해져서 결혼으로 이루어진 것이 아닌가 싶다. (후지텔레비전 멘토레 2007년 6월 24일 방송에서 소개) 남편은 스키샵 JIRO의 경영자의 장남으로 후계자이며 동시에 동 체인점의 임원이기도 하다. 1999년 7월 18일 결혼으로 현재 둘 사이에 1남을 두고 있다.
2000년에 출산 후 연예계로 복귀했지만, 데뷔 당시의 담당 매니저가 자살하였다.
그 후, 육아와 여배우 활동을 양립하면서 2003년도에는 패션 브랜드 PP rikorino의 프로듀싱을 담당하는 등, 현재 멀티로 활약 중이다. 단 이 브랜드는 소속 사무소인 선 뮤직과 이토추 상사의 계약이며, 사카이 노리코 개인의 것이 아니며, 어디까지나 소속 사무소의 일의 하나에 지나지 않는다. 고액 납세자 순위에는 2003, 2004년도에 납세액으로 추정되는 연수입이 1억엔을 넘고 있어 아이돌 출신자로서는 대단한 성공을 이루었다고 이야기 되고 있다. (2005년 이후로는 법 개정으로 납세액이 공시되지 않는다.)
2009년 8월 3일 마약(각성제) 소지 혐의로 노상에서 체포된 남편 다카소 유이치(高相祐一. 41)와 함께 있다가 돌연 종적을 감췄다. 8월 6일 일본 경찰은 사카이가 마약소지 · 마약복용 각성제 단속법 위반 혐의가 확인됐다며 체포영장을 발부했다. 사카이 노리코는 8월 8일 경시청에 자진 출두하였다.
이 사건으로 사카이 노리코는 소속사의 해고 통보를 받았고, 본인도 스스로 은퇴를 선언하였다. 2010년 7월 타카소 유이치와 이혼한 것으로 언론 보도로 밝혀졌다.

## 음악 작품

### 싱글
- 男のコになりたい - 남자애가 되고 싶어 (1987년2월5일)
작사:三浦徳子 작곡:Frankie T. 편곡:萩田光雄
- 渚のファンタシィ - 해변의 판타지 (1987년5월21일)
작사:竹花いち子 작곡:タケカワユキヒデ 편곡:萩田光雄
- ノ・レ・な・いTeen-age - 어울리지 않는 청춘 (1987년8월25일)
작사:森浩美 작곡:西木英二 편곡:戸塚修
클리코 왈가닥(キャン) 레이디 이미지 송
- 夢冒険 - 꿈모험 (1987년11월25일)
작사:森浩美 작곡:西木英二 편곡:中村暢之
NHK 애니메이션 아니메 삼총사(アニメ三銃士) 주제가
제60회 고교 야구 대회 입장 행진곡으로 사용
- GUANBARE (1988년2월24일)
작사:森雪之丞 작곡・편곡:馬飼野康二
- 1億のスマイル ～PLEASE YOUR SMILE～ - 1억의 스마일 (1988년5월18일)
작사:森浩美 작곡:ASKA|飛鳥涼 편곡:船山基紀
라이온Ban16(제품) 시리즈 1988년도 이미지 송
- のりピー音頭 - 노리삐 합장 (1988년7월6일)
작사:森浩美 작곡:馬飼野康二 편곡:竹村次郎
카세트 테이프로만 발매, 유선 및 라디오 프로모션용을 제외하면 EP 레코드에서는 없는 버전이다
- HAPPY AGAIN (1988년9월21일)
작사:森浩美 작곡:西木英二 편곡:船山基紀
일본 자동차 공업회 캠페인 송
- ホンキをだして - 진심을 다해줘 (1989년1월1일)
작사:森浩美 작곡:筒美京平 편곡:船山基紀
- おとぎの国のBirthday - 동화의 나라 Birthday (1989년2월14일)
작사:石坂まさを 작곡:和泉常寛 편곡:山本健司
NHK 모두의 노래(みんなのうた)1988년12월-1989년1월의 노래
- Love Letter (1989년4월26일)
작사・작곡:尾崎亜美 편곡:佐藤準
라이온Ban16 시리즈 1989년도 이미지 송
- さよならを過ぎて - 이별을 지나서 (1989년8월2일)
작사:来生えつこ 작곡:前田克樹 편곡:船山基紀
- ALL RIGHT (1989년11월21일)
작사・작곡:遠藤響子|遠藤京子 편곡:鷺巣詩郎
- 幸福なんてほしくないわ - 행복같은 건 가지고 싶지 않아 (1990년2월21일)
작사:松本隆 작곡:吉田拓郎|入江剣 편곡:船山基紀
- ダイヤモンド☆ブルー - 다이아몬드 블루 (1990년5월21일)
작사・작곡:遠藤響子|遠藤京子 편곡:井上日徳
라이온Ban16 시리즈 1990년도 이미지송
드라마 도쿄 히가시야마 살인사건(京都東山殺人事件)의 삽입곡을 사용
- 微笑みを見つけた - 미소를 찾았다 (1990년8월21일)
작사:遠藤響子|遠藤京子 작곡:鈴木キサブロー 편곡:井上日徳
- イヴの卵 - 이브의 알 (1990년11월21일)
작사:及川眠子 작곡:MAYUMI 편곡:山川恵津子
일본 빅터 무선 자동 응답 전화 광루스S5 이미지송
- あなたに天使が見える時 - 당신에게 천사가 보일 때 (1991년3월21일)
작사:森雪之丞 작곡・편곡:土橋安騎夫
- モンタージュ - 몽타쥬 (1991년6월21일)
작사:森雪之丞 작곡・편곡:土橋安騎夫
- 涙がとまらない～HOW! AW! YA!～ - 눈물이 멈추지 않아 (1991년11월7일)
작사:康珍化 작곡:原田真二 편곡:松本晃彦
- 軽い気持ちのジュリア - 가벼운 기분의 줄리아 (1992년3월4일)
작사:康珍化 작곡:上田知華 편곡:URAN
커플링 삽입곡 기쁨의 눈물(うれし涙)은 OVA로 발매된 애니메이션 전영소녀 비디오 걸(電影少女 -VIDEO GIRL AI-)의 오프닝 테마 송
- 渚のピテカントロプス - 해변의 피테칸트롭스 (1992년6월21일)
작사:康珍化 작곡・편곡:羽田一郎
- たぶんタブー - 아마도 Taboo (1992년11월6일)
작사:さいとうみわこ 작곡:松田信男 편곡:西平彰
- あなたが満ちてゆく - 당신 생각으로 가득 채워지고 (1993년5월21일)
작사:朝水彼方 작곡:PROJECT MOONLIGHT CAFE' 편곡:田代修二
- 笑顔が忘れられない - 미소가 잊혀지지 않아요 (1993년11월21일)
작사・작곡:M&M 편곡:山川恵津子
- 誘われて… - 유혹당해서... (1994년6월22일)
작사・작곡・편곡:MOONLIGHT CAFE'
- OH OH OH～We are the Winners～ (1995년2월22일)
작사・작곡:Maurice White, Bill Meyers, KUNI MISAWA 일본어가사:秋元康 편곡:西脇辰弥
일본 여자 축구 리그(L리크) 공식 테마 송. 현역 여자 축구 선수 10명이 코러스로 참가, 그래서 酒井法子 with L・リーガーズ란 이름으로 릴리스
- 碧いうさぎ - 푸른 토끼 (1995년5월10일)
작사:牧穂エミ 작곡:織田哲郎 편곡:新川博
일본TV 드라마 별의 금화(星の金貨) 주제가
오다 테츠로(織田哲郎)가 앨범 "melodies"에 추가하였다. (2006년). 사카이 노리코 본인도 마음에 들어하는 노래.
- Here I am ～泣きたい時は泣けばいい～ - 울고 싶을 때는 울어도 좋아 (1996년4월24일)
작사:秋元康 작곡:川島だりあ 편곡:新川博
- 鏡のドレス - 거울의 드레스 (1996년10월9일)
작사:三浦らら 작곡:宇佐元恭一 편곡:土方隆行
일본TV 드라마 속, 별의 금화(続・星の金貨) 주제가
- 涙色 - 눈물 색 (1997년7월24일)
작사・작곡:河村隆一 편곡:土方隆行
같은 해 카와무라 류이치(河村隆一)가 앨범 "LOVE"에 커플링 삽입곡으로 추가하였다.
- 横顔 - 옆 얼굴 (1998년5월13일)
작사・작곡:辛島美登里 편곡:十川知司
일본TV 드라마 화요 서스펜스 극장(火曜サスペンス劇場) 엔딩곡
- PURE (1999년4월1일)
작사:藤井フミヤ 작곡:増本直樹 편곡:土方隆行
- WORDS OF LOVE (2000년4월5일)
작사・작곡:原由子 편곡:本山晴一郎
- miracle　(2000년11월1일)
작사:宮原芽映 작곡・편곡:村山晋一郎
- すすめ!はっくしょんベイビー - 가자! 학쇼 베이비 (2004년5월1일)
작사:白峰美津子 작곡・편곡:渡部チェル
NHK 모두의 노래(みんなのうた) 2004년4월-5월 방송곡
CD 그림책 학쇼 베이비 라이온과 만나다(はっくしょんベイビーライオンにあう)(스타트 출판)으로 발매됨
- 天下無敵の愛 - 천하무적의 사랑 (2004년6월23일)
작사:斉藤由貴 작곡・편곡:崎谷健次郎
TBS방송 착한아이의 편(よい子の味方) 주제가
- 世界中の誰よりきっと - 이 세상 누구보다도 더 (2007년8월22일)
작사:中山美穂・上杉昇작곡:織田哲郎
토요다 자동차 제품 NOAH의 CM송
나카야마 미호(中山美穂)＆WANDS의 오리지널 노래. 커플 곡으로 푸른 토끼 2007 버전.

## 출연

### 드라마

#### 연속극
- 봄바람이 제일! - 春風一番! (1986년1월11일-3월29일, 니혼테레비) 미츠코(美津子)역
- 츠바사와 같이 - 翔ぶが如く (1990년, NHK 大河ドラマ) 니시후루, 이치키(西郷, 市来) 역
제1부 전반에만 출연
- 대표 이사 형사 - 代表取締役刑事 (1990년10월7일-1991년9월29일, 테레비 아사히) 橘日向子역
조연 출연으로 1화, 15화 등 가끔 출연
- 한 지붕 아래 - ひとつ屋根の下(1993년4월12일-6월28일, 후지테레비) 카시와기 코유키(柏木小雪)역
- 돌와왔다 - 帰ってきちゃった(1993년11월15일-12월9일, NHK 드라마 신은하) 무라타 카오리(村田かおり)역
- 만났을 때의 너로 있어줘 - 出逢った頃の君でいて(1994년4월13일-6월29일, 니혼테레비) 오사토 나나(大里ナナ)역
- 별의 금화 - 星の金貨(1995년4월12일-7월12일, 니혼테레비) 쿠라모토 아야(倉本彩)역
- 속, 별의 금화 - 続・星の金貨(1996년10월9일-12월25일, 니혼테레비) 쿠라모토 아야(倉本彩)역
- 한 지붕 아래2 - ひとつ屋根の下2(1997년4월14일-6월30일, 후지테레비) 카시와기 코유키(柏木小雪)역
- 성자의 행진 - 聖者の行進(1998년1월9일-3월20일, 도쿄 방송) 하가와 모모(葉川もも)역
- 먼 친척, 가까운 이웃? - 遠い親戚　近くの他人？(1999년2월17일-3월17일, NHK) 카야마 시즈카(香山静)역
- 천사가 사라진 거리 - 天使が消えた街(2000년4월12일-6월29일, 일본TV) 신도우 쿄코(進藤京子)역
- 토시이에와 마츠~카가 백만석 이야기~ - 利家とまつ(2002년1월6일-12월15일, NHK) 오네(お禰)역
- 데릴 사위 2003 - ムコ殿2003(2003년4월17일-6월26일, 후지테레비) 이시라라 미나미(石原南)역
- 여주인이 되겠습니다! - 女将になります!(2003년3월31일-5월8일, NHK) 오시노 나츠코(吉野奈津子)역
- 화이팅 - ファイト(2005년3월29일-10월1일, NHK) 키토 아사코(木戸亜沙子)역
- 꼬마 치비마루꼬 - まるまるちびまる子ちゃん(2007년4월19일- 후지테레비) 엄마, 사쿠라 스미레(お母さん, さくらすみれ)역

#### 단발 출연
- 쿄토 꽃놀이 골막 살인 사건, 무희씨는 명탐정! - 京都花見小路殺人事件～舞妓さんは名探偵!(1988년10월18일, 테레비 아사히・화요 슈퍼 와이드) 코기쿠(小菊)역
- 회사원 츄신구라, 화려한 복수 - サラリーマン忠臣蔵・華麗なる復讐(1989년1월1일, 테레비 아사히・신춘 드라마 스페셜)
- 이에미쓰와 안사와 잇신 타스케 - 家光と彦佐と一心太助(1989년1월3일, 테레비 아사히・신춘시대극 스페셜) 오나카(お仲)역
- 교토 무희 살인 사건, 무희씨는 명탐정2, 기온제의 밤, 가짜 명품이 죽음을 부른다 - 京舞妓殺人事件～舞妓さんは名探偵2～祇園祭の夜, ニセブランド品が死を招く(1989년8월1일, 테레비 아사히・화요 슈퍼 와이드) 코기쿠(小菊)역
- 교토 히가시야마 살인 사건 무희씨는 명탐정, 운세의 돌이 죽음을 부른다 - 京都東山殺人事件～舞妓さんは名探偵～恋占いの石が死を招く(1990년4월24일, 테레비 아사히・화요 미스테리 극장) 코기쿠(小菊)역
- 젊은 무사 포물첨, 음모 소용돌이 치는 에도성 내부의 비밀 - 若さま侍捕物帖～陰謀渦巻く江戸城大奥の秘密 (1991년1월2일, 테레비 아사히・정월 드라마 스페셜) 가츠히메(勝姫)역
- 사랑하고 싶어서 - 恋しくて (1992년2월15일, 테레비 도쿄)
단막 형식의 드라마 영화 같은 사랑하고 싶어서에 출연
- 호반정 - 湖畔亭 (1992년9월7일, 간사이 TV 방송・후지테레비・가을 특별 서스펜스)
- 한 여름의 산타클로스 - 真夏のサンタクロース (1992년9월14일, TBS・월요 드라마 스페셜) 쿠와타 치세(桑田千代)역
- 좋아한다고 말해 주었다면 - 好きだと言ってくれたなら (1992년12월24일, 니혼테레비・드라마시티92)
- 정말 있었던 무서운 이야기2 - ほんとにあった怖い話|ほんとにあった怖い話2 (2000년8월25일, 후지테레비・금요 엔터테인면트) 하기와하 리츠코(萩原律子)역
4화 옴니버스 드라마 먼 여름(遠い夏)에 출연
- 동생 - 弟 (2004년11월17일, 테레비 아사히・가을 스페셜 드라마) 요정 우미요덴의 여주인(料亭「海陽亭」の女将)역
5 밤 연속 스페셜 드라마 중 제1 밤에만 출연
- 사랑부터 소란스러운 드라마 스페셜 - 恋のから騒ぎドラマスペシャル (2004년9월25일, 니혼테레비) 카케노부 타카코(掛布貴子)역
3화 옴니버스 드라마 중 에피소드 1에만 출연
- 나라 도둑 이야기 - 国盗り物語 (2005년1월2일, 테레비 도쿄・신춘 와이드 시대극) 오마키(お槙)역
- 출장 요리사 - 出張料理人(2006년11월14일, 일본TV・화요 드라마 골드) 칸자키 나오(神崎直)역

### 애니메이션 성우
- 애거서 크리스티의 명탐정 포와로와 메이플 - アガサ・クリスティーの名探偵ポワロとマープル(2004년7월4일-2005년5월15일, NHK) 챠밍 스트라우드 역

### 버라이어티
- 모모코 클럽 - モモコクラブ (1986년10월5일-1987년9월27일, TBS)
- THE 밤도 힙파레 - THE夜もヒッパレ (1995년-2002년, 일본TV)
1999년1월부터 3월까지 고정 사회자

### 영화
- 필살! 황금의 피 - 必殺!5 黄金の血 (1991년11월23일) 오아사(お浅)역
- 꽃의 에도 낚시 바보 일지 - 花のお江戸の釣りバカ일誌 (1998년12월23일) 하마자키 미즈키(浜崎美津)역
- 가라! 호빵맨 고미라의 별 - それいけ! アンパンマン ゴミラの星 (2001년7월14일) 야다(ヤーダ)역 (목소리만)
- 주온2 - 呪怨2 (2003년8월23일) 하라세 쿄코(原瀬京子)역
- 문라이트 젤리피시 - ムーンライト・ジェリーフィッシュ (2004년8월7일) 테라사와 유키코(寺沢由紀子)역
- 예언 - 予言 (2004년10월2일) 사토미 아야카(里見綾香)역
- 에스에스(SS) - エスエス (2008년1월12일)

### 공연
- 희극 설지승 변화 - 喜劇 雪之丞変化 (1991년2월2일-2월28일, 도쿄 다카라즈카 극장) 로로(浪路)역
- 뮤지컬, 사운드 오브 뮤직 (1992년3월3일-4월22일, 아오야마 극장) - 리즐역
- 뮤지컬, 신데렐라 (1995년8월2일-8월29일, 신쥬쿠 코마 극장) - 신데렐라역
- 브로드웨이 뮤지컬, BIG (1998년7월8일-8월30일, 도쿄 국제 포럼) - 수잔역

### 그 외의 출연
- 천사가 준 무지개 - 天使がくれたレインボー(1989년7월15일-11월26일)
세계 디자인 박람회(나고야) 두근두근CITY관(ときめきCity館) 내에 영상 어트랙션
- 거울 나라의 레전드 - 鏡の国のレジェンド(1989년10월27일)
PC엔진 CD-ROM용 게임 소프트웨어

## 저서
- 노리삐(のりピーちゃん) (만화) (1989년7월20일, 소학관)
- 노리삐(のりピーちゃん) (그림책) (2003년2월, 소학관)
원작, 구성, 그림은 스기키 야스코(杉木ヤスコ)

## 수상
- 제1회 COTTON USA 어워드 Mrs.COTTON USA (2004)
- 제5회 일본 TV 드라마 아카데미상 여우주연상 (별의 금화, 1995)
- 제11회 일본 TV 드라마 아카데미상 여우주연상 (속, 별의 금화, 1996)